# 觀點主義
觀點主義（德語：Perspektivismus）由德國哲學家尼采提出。它指所有觀念構成都由一種獨特的認知觀點形成，即個體關於存在的概念由該個體周圍的環境定義，而那種觀點是由「權力意志」推動和說明的。

## 內容
觀點主義有時是與客觀主義相對的，雖然這不是它唯一的定義。觀點主義也與很多種相對主義不同，我們在評估某些個別的命題真理上，不能夠擺脫文化、語境（context）的影響。相對主義否認任何超越文化或主觀判斷的客觀價值評估，例如一些道德的辯護或批判。觀點主義在主觀方面則是敘述一個「優勢觀點」作為在網絡（network）或系統內形式性成分的框架，以及強調根據那些語境觀點的偶然環境來檢視各種定則（哲學或科學方法等等），因此在觀點主義裡，真理被形式化為一個在這個框架下與「優勢觀點」有直接關係的整體。因此它去除了在絕對主義和相對主義間的對立，而且擴大了關於不可削減的語境的對錯判斷準則框架。這可以進一步地被擴充為和主觀性相關聯的客觀性的修正形式，作為獨特觀點啟發的總和，例如某個觀念表面上看來是自相矛盾的，但經由更緊密的檢驗，就能顯示其規則和語境的差異，而這個定則也能因此得到確認。所以可說是每一種觀點都能包含進來，顧及到其個體化的語境，并添加到被檢驗的命題的整體客觀評估裡。儘管如此，觀點主義不能普遍地提供任何關於探究的方法和知識的結構性理論。